# The Story of a Story
Pour plus de détails, voir Fiche technique et Distribution.
The Story of a Story est un film américain réalisé par Tod Browning, sorti en 1915.

## Fiche technique
- Titre : The Story of a Story
- Réalisation : Tod Browning
- Pays de production : États-Unis
- Format : Noir et blanc - 1,33:1 - Film muet
- Genre : court métrage
- Date de sortie : 1915

## Distribution
- Eugene Pallette : John Penhallow
- Miriam Cooper : Miriam Penhallow
- Claire Anderson
- Frankie Newman
- Charles Lee